# Pico João Fernandes
O Pico João Fernandes é uma elevação portuguesa localizada na ilha de São Miguel, arquipélago dos Açores.
Este acidente geológico tem o seu ponto mais elevado a 481 metros de altitude acima do nível do mar. Trata-se uma formação bastante antiga com uma origem estimada em 6750 a.C. conforme confirmam estes feitos por radiocarbono.
Nas imediações desta formação montanhosa encontra-se o Pico da Mariana e o Pico Cigarreiro.